# Lipie sladká

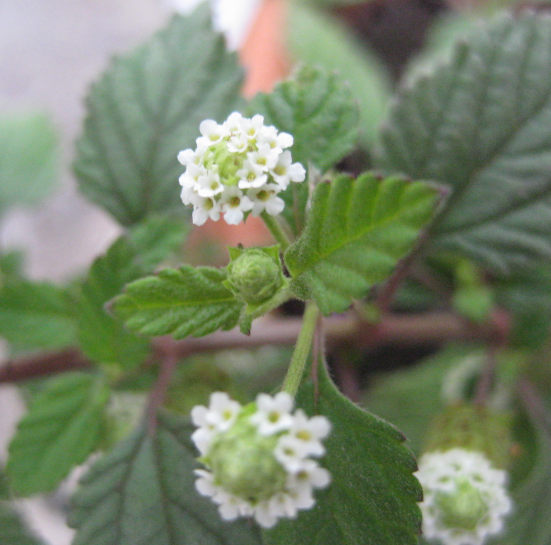
Rozkvetlé květy

Lipie sladká (Lippia dulcis) je vytrvalá, stálezelená, aromatická, někdy poléhající rostlina vysoká do půl metru, kvetoucí drobnými bílými květy. Pochází z tropické Střední Ameriky, kde její sladké listy využívali již Aztékové jako léčivo a nyní místně slouží i jako přírodní sladidlo.
Sladkost způsobuje látka asi tisíckrát sladší než sacharóza, seskviterpen hernandulcin se vzorcem C15H24O2. Jméno dostala po španělském lékaři Francisco Hernandez de Toledo, který byl v létech 1570 až 1577 účastníkem první vědecké expedice do Nového světa, při které lipii sladkou pro Evropu objevil a popsal její vlastnosti.

## Rozšíření
Bylina je původním druhem v celé Střední Americe, od Mexika na severu po Panamu na jihu, včetně Kolumbie a Venezuely rozkládajících se na severu Jižní Ameriky. Dále je původní rostlinou na ostrovech v Karibiku, na Kubě, Portoriku a v Dominikánské republice.

## Ekologie
Rostlina nejrychleji roste na teplém, slunném stanovišti s vlhkým substrátem. Může také vegetovat v částečném stínu a přežívat i déletrvající sucho, méně však tehdy kvete a pomalu roste. Vyskytuje se v původních i druhotných světlých lesích, stejně jako na holinách po lesích vykácených pro dřevo, ve světlých houštinách na březích řek i jezer a na lidmi opuštěných, zarůstajících pozemcích. Roste v tropech i subtropech, v teplých oblastech obvykle do nadmořské výšky okolo 1800 m n. m. V chladnějších zónách s teplotou klesající k 0 °C dlouho nepřežije. Ve vlhkých tropech kvete a tvoří plody průběžně po celý rok.

## Popis
Vytrvalá, 40 až 60 cm vysoká, na bázi mírně dřevnatá bylina s poléhavými či vystoupavými, řidčeji přímými stonky; poléhavé mohou v uzlinách zakořenit. Vstřícně vyrůstající listy jsou 1,5 až 7 cm dlouhé, 1 až 4 cm široké a mají asi 1 cm řapík. Čepele listů jsou vejčité, lopatkovité nebo kopinaté, na bázi zúžené, na vrcholu špičaté, po obvodě v horní části hustě vroubkované, na líci porostlé jednoduchými chlupy a na rubu hustě pýřité. Listy jsou na omak drsné, na líci je zřetelná zpeřená žilnatina a celkově působí dojmem pomačkaných listů. Na silném slunci mohou listy se stonky získat nádech do červenofialová. Po rozemnutí jsou listy aromatické, uvolňuje se z nich hlavně intenzivně vonný kafr.
Z paždí listů vyrůstají na 2 až 5 cm dlouhých stopkách drobná klasovitá nebo hlávkovitá květenství velká 0,5 až 1 cm s vejčitými listeny. V květenství jsou sdružené drobné bílé, čtyřčetné, oboupohlavné květy. Vytrvalý kalich zvonkovitého tvaru je pouze 1 mm velký a za plodu se zvětšuje. Bílá, slabě pyskatá koruna řepicovitého tvaru má nestejně dlouhé cípy a korunní trubku asi 3 mm dlouhou. Tyčinky s vejčitými prašníky jsou v květu čtyři. Ze dvou plodolistů vytvořený semeník, se dvěma oddíly obsahující po jednom vajíčku, nese krátkou čnělka s dvoulaločnou bliznou. Přenos pylu na bliznu zajišťuje létající hmyz. V opyleném květu se vytvoří dvě drobné tvrdky, semena, obalená v suchém vytrvalém kalichu.
Lipie sladká se může rozmnožovat pohlavně, to jest semeny (tvrdkami) nebo vegetativně, tehdy se sázejí řízky z polovyzrálého dřeva. Nejspolehlivějším způsobem vypěstování nové rostliny je hřížení, zasypat substrátem ohnutý stonek, který v uzlinách vypustí kořeny.

## Význam
V listech i květech obsažený hernandulcin je tepelně labilní látka, která je více než tisíckrát sladší než sacharóza, je nekalorická a sama o sobě není škodlivá. V listech je však obsažen současně i kafr, který je ve větším množství toxický pro nervový systém hlavně dětí a u těhotných žen kvůli možným mimovolným svalovým stahům. Při trvalém užívání může kafr i v malých dávkách zapříčinit nevolnost, zvracení až koma. Proto není lipie sladká povolena pro běžné slazení potravin, není předpokládanou alternativou ke stévii sladké.
Pěstuje se většinou jako léčivá rostlina, která slouží pouze příležitostně jako domácí sladidlo do bylinných čajů. Čerstvé i sušené listy se používají k léčbě kašle, usnadňují vykašlávání, zklidňují bronchitidu a respirační onemocnění, snižují bolesti páteře i kloubů. Vaří se z nich čaje nebo se vdechují páry při vaření listů, které mají silně zklidňující účinek na sliznice. Proti bolesti zubů a ústní dutiny se listy žvýkají. Léčebné účinky prokazuje hlavně „nechtěný kafr“. K léčení se tyto listy v Mexiku používají již od předkolumbovské doby, nejsou však žádné záznamy o využití lipie sladké pro oslazení potravy.